# Anna Seghers

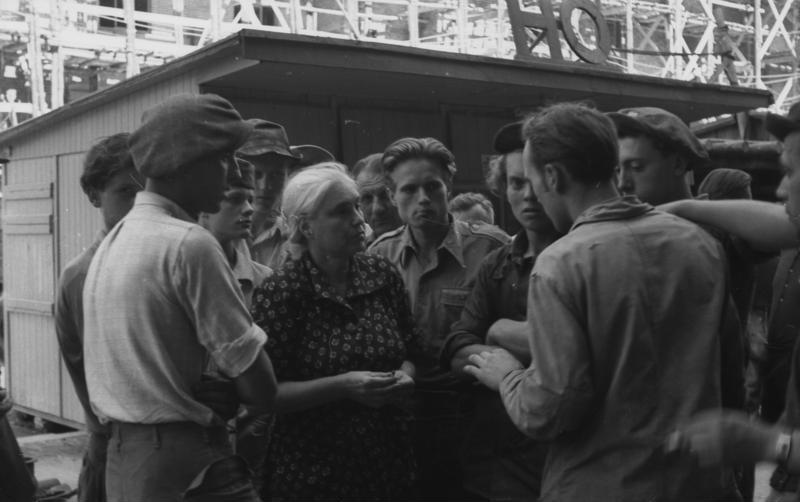
Anna Seghers (w środku)

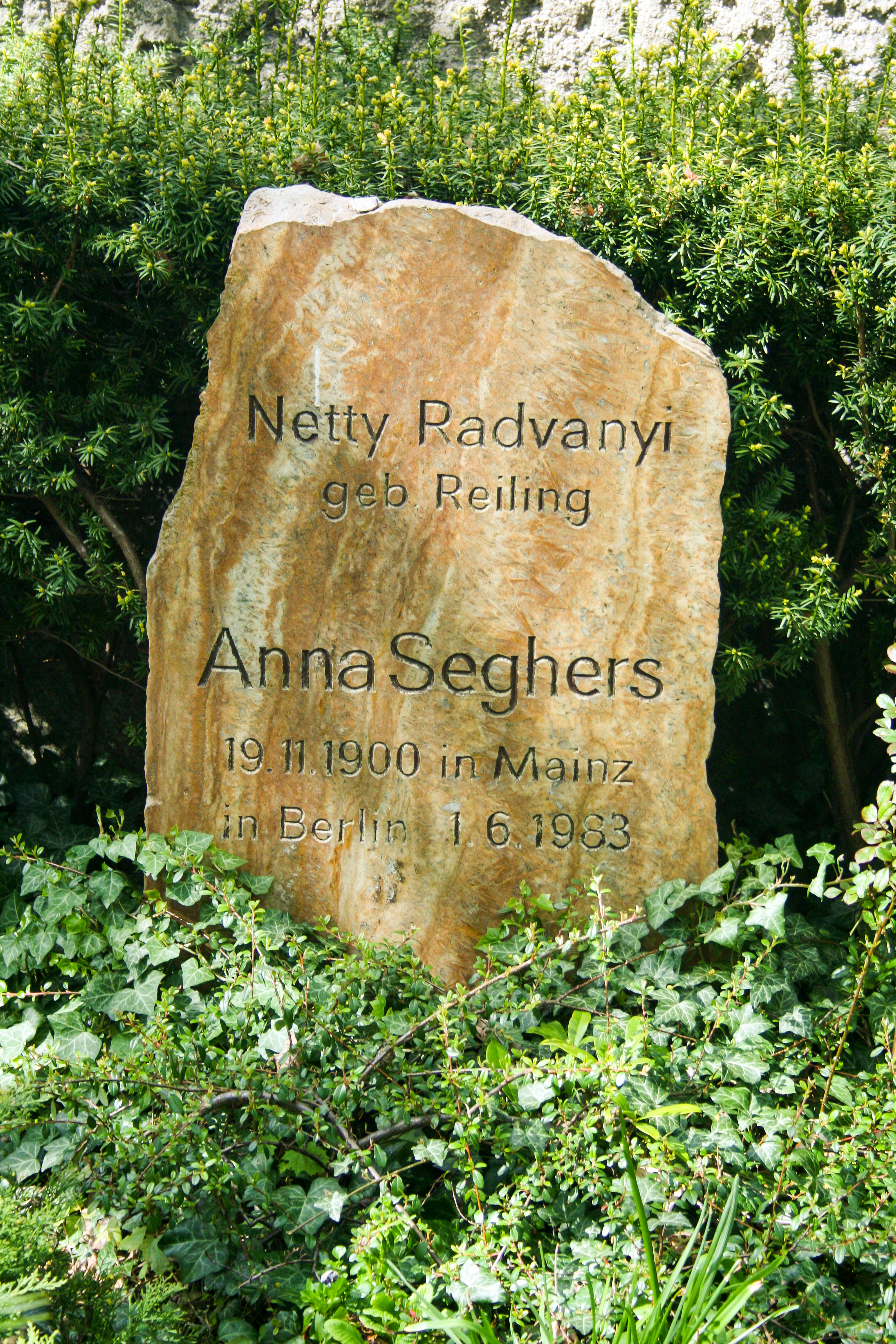
Grób Anny Seghers

Anna Seghers, właśc. Netty Reiling-Radványi (ur. 19 listopada 1900 w Moguncji, zm. 1 czerwca 1983 w Berlinie wschodnim) – niemiecka pisarka pochodzenia żydowskiego.

## Życiorys
Anna Seghers dorastała w ortodoksyjnej żydowskiej rodzinie kupca z Frankfurtu. Początkowo kształciła się w Moguncji i świadectwo maturalne uzyskała 5 lutego 1920.
Później studiowała w Heidelbergu i Kolonii – historię sztuki, historię i sinologię. Tam poznała i poślubiła węgierskiego emigranta o poglądach marksistowskich László Radványiego. Razem przenieśli się do Berlina. W 1928 Seghers wstąpiła do KPD (Komunistyczna Partia Niemiec). W 1933 udała się na emigrację przez Szwajcarię do Paryża, gdzie współpracowała z licznymi pismami emigracyjnymi i uczestniczyła w licznych zjazdach pisarzy emigracyjnych. Od 1941 przebywała na emigracji w Meksyku, gdzie należała do kręgu skupionego wokół pisma „Freies Deutschland”.
W 1947 zdecydowała się powrócić do Niemiec i w tym roku ukazała się hollywoodzka produkcja w reżyserii Freda Zinnemanna, ekranizująca jej powieść Siódmy krzyż. W 1948 wyjechała z grupą artystów do ZSRR, a w sierpniu uczestniczyła w Kongresie Pokoju we Wrocławiu, a także w następnym w 1949 w Paryżu. Była współzałożycielką w 1950 Akademii Sztuk NRD, a także wieloletnią prezeską Związku Literatów NRD. W 1954 wyjechała ponownie w podróż po ZSRR, a w 1955 była na Kongresie Pokoju w Helsinkach. W latach 1961 i 1963 odbyła podróże do Brazylii. Przez całe swoje życie aktywnie uczestniczyła w państwowych organizacjach kulturalnych. Wielokrotnie była wybierana na przewodniczącą Związku Pisarzy NRD. Otrzymała trzykrotnie Nagrodę Państwową NRD w latach 1951, 1959 i 1971. Odznaczona m.in. Orderem Karla Marksa oraz Orderem Zasług dla Ojczyzny. W 1981 otrzymała honorowe obywatelstwo Moguncji (RFN). Dokument wręczył jej wówczas w Berlinie (NRD) moguncki burmistrz – Jockel Fuchs. Sprawa wzbudziła kontrowersje we władzach miejskich Moguncji i wywołała spory na linii SPD-CDU.
22 listopada 1950 w Warszawie na II Kongresie Obrońców Pokoju została wybrana w skład Światowej Rady Pokoju.

## Poglądy
Ponieważ od lat młodości miała poglądy lewicowe, w jej twórczości dominują dzieła społeczno-polityczne o walce proletariatu różnych krajów świata z kapitalizmem. Jej najwybitniejszym i najbardziej znanym dziełem jest powieść Siódmy krzyż, mówiąca o przeżyciach uciekinierów z obozu koncentracyjnego w Westhofen. Na kanwie tejże książki nakręcono w 1944 roku film pt. Siódmy krzyż (oryg. The Seventh Cross) w reżyserii Freda Zinnemanna. Z inspiracji tą książką powstał także utwór „The Seventh Cross” niemieckiego zespołu Heaven Shall Burn, wydany na płycie The Split Program I.

## Ważniejsze dzieła
- Bunt rybaków z Santa Barbara (Aufstand der Fischer von St.Barbara, 1928)
- Auf dem Wege zur Amerikanischen Botschaft (1930)
- Towarzysze (Die Gefährten, 1932)
- List gończy (1933)
- Droga przez luty (1935)
- Ocalenie (1937)
- Siódmy krzyż (Das siebte Kreuz, 1942)
- Tranzyt (Transit, 1944)
- Wesele na Haiti (1948)
- Umarli pozostają młodzi (Die Toten bleiben jung, 1949)
- Ankieta (Der Mann und sein Name, 1952)
- Decyzja (Die Entscheidung, 1959)
- Światło na szubienicy (1961)
- Powrót (Überfahrt 1971, wydanie polskie 1974),